# Wjatschaslau Dydyschka
Wjatschaslau Jossifawitsch Dydyschka (belarussisch Вячаслаў Іосіфавіч Дыдышка, russisch Вячеслав Иосифович Дыдышко; * 10. April 1949 in der Nähe von Homel) ist ein belarussischer Schachspieler und -trainer.

## Leben
Die belarussische Einzelmeisterschaft konnte er elfmal gewinnen: 1965, 1971, 1973, 1979, 1980, 1982 (geteilter Erster mit Pjotr Korsubow), 1988, 1991 (geteilter Erster mit Ewgeni Motschalow), 1998, 1999 und 2006. Bei der baltischen Meisterschaft war zweimal Erster: 1973 in Homel und 1974 in Pärnu. Er spielte für Belarus bei sieben Schacholympiaden: 1994 bis 2006, dabei gewann er bei der Schacholympiade 1994 in Moskau am ersten Reservebrett die individuelle Goldmedaille. Außerdem nahm er viermal an den europäischen Mannschaftsmeisterschaften (1992 bis 2001) teil.
In Deutschland spielte er in der Bundesliga für die SVG Plettenberg (1997/98). In Tschechien hat er für ŠK CSABI Slavia Havířov, TJ Nová Huť Ostrava, TJ TŽ Třinec, ŠK Hagemann Opava, ŠK Slavoj Ostrava und BŠŠ Frýdek-Místek gespielt und wurde 2003 und 2004 tschechischer Mannschaftsmeister. In der Slowakei hat er für TJ Slávia CAISSA Čadca gespielt und wurde 2011 slowakischer Mannschaftsmeister. In Polen hat er für AZS UMCS Lublin gespielt.
Im Jahr 1982 wurde er Internationaler Meister, seit 1995 trägt er den Titel Großmeister. 
| Hier fehlt eine Grafik, die leider im Moment aus technischen Gründen nicht angezeigt werden kann. Wir arbeiten daran! |

## Schriften
- Die Logik des modernen Schachs, Minsk 1989